# Негеральдические фигуры
Негеральдические фигуры (фр. meuble héraldique, нем. gemeine figur) — все гербовые фигуры, которые не относятся к геральдическим.
По происхождению негеральдические фигуры делятся на:
1. Естественные фигуры — данными фигурами называются изображения предметов, существующих в природе, а также изображения святых и другие фигуры относящиеся к религии (животные, растения, люди и т. п.);
2. Искусственные фигуры — фигуры, созданные руками человека (оружие, инструменты, строения и т. п.);
3. Фантастические фигуры — фигуры, заимствованные из поэзии или мифологии, имеющие наполовину человеческие и наполовину животные формы, или же изображения фантастических животных (гарпии, грифоны, двуглавые орлы, драконы и т. п.).

Число негеральдических фигур бесконечно, так как создавая новый герб, в него можно внести и новое открытие в природе, новый плод искусства или фантазии человека. Но при всей массе негеральдических фигур, некоторые из них употребляются в геральдике наиболее часто, в виде известного символа или эмблемы. Данные фигуры вызывали особые правила для своего положения, вида, формы, а иногда и цвета, и таким образом получили особенные свойства. Помещаясь на геральдическом щите, эти фигуры всегда изображались одинаково, между тем как другие могут иметь совершенно произвольный вид.
На щите негеральдические фигуры могут иметь следующее положение:
- Относительное положение — каждая фигура имеет на щите определённое положение или не зависит от того, какая фигура, в каком положении она находится или какой вид имеет, а является лишь относительной к различным другим местам или фигурам.
- Абсолютное положение — некоторые негеральдические фигуры имеют свои особенные формы, вид, положение, совершенно не зависящие от того, в каком месте на щите фигура находится. Это постоянное положение, в котором находится фигура, или вид, который она имеет, называется абсолютным.
- Повёрнутое или обращённое положение — все помещённые на щит фигуры обычно обращены передней своей частью в правую сторону. Если они обращены влево, то такие фигуры называются повёрнутыми или обращёнными. Исключением из этого правила составляют фигуры плоские или круглые, помещённые впрямь, и некоторые другие, имеющие свои особые положения. Человеческая фигура (пешая) обыкновенно изображается почти впрямь, лишь с незначительным поворотом вправо.
- Сходящееся или расходящиеся положение — две фигуры иногда помещаются так, что передние их части обращены или одна к другой, или в противоположные стороны. В первом случае фигуры называются сходящимися, а во втором расходящимися.
- Выходящая или возникающая фигура — если видна меньшая, головная часть фигуры.
- Выглядывающая фигура — у изображения животных видны концы передних лап (иногда и хвост).
- Оторванная фигура — у выходящих или выглядывающих фигур животных, в случае, если линия, по которой отделена часть от целого, не прямая, а неправильная, в виде клочков шерсти или извилистая.
- Скрещивающаяся фигура — фигуры, изображённые на гербе пересекающимися.
- Расположенная в крест — скрещивающаяся фигура, которая пересекается, образуя прямой крест.

Архангел Михаил на гербе Киева
Георгий Победоносец на гербе Москвы
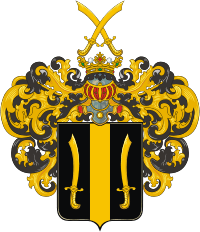
Герб дворян Скрябиных